# 夜の女狩り
『夜の女狩り』（よるのおんながり）は、1972年公開の日本映画。製作：東映。「ならず者」シリーズ第2作目。

## 出演
- 石和夏也：梅宮辰夫
- 隈井忠二：山本麟一
- スン葉子：光川環世
- 吉村貴子：工藤明子
- 飯坂：中山昭二
- リエン：渡辺やよい
- リーチェン：片山由美子
- ヤオバディ：松谷紀代子
- ミンリン：太田清美
- 美ち奴：円山理映子
- 悦子：集三枝子
- 理沙：三枝美枝子
- 品子：小林千枝
- 警察署長：岡田眞澄
- 営業部長：南利明
- 旅行代理店の男：大辻しろ
- 人事課長：北川恵一
- 隈井孝夫：植田灯孝
- 裁判官：河合絃司
- バス運転手：小林稔侍
- 医者：相馬剛三
- 郷原：今井健二
- 眉村：藤村有弘
- 草壁：八名信夫
- 望月：高宮敬二
- ダルマの安：中田博久
- 郷原組々員：久地明
- 郷原組々員：木川哲也
- 郷原組々員：大泉公孝
- 郷原組々員：城春樹
- バンコアの女：チャン・ヤーミャ
- コールガール：榎本早苗
- コールガール：会田世津子
- コールガール：園かおる
- 殺し屋：団巌
- 竜岡スエ：清川虹子

## スタッフ
- 監督：内藤誠
- 脚本：小野竜之助
- 企画：矢部恒
- 撮影：清水政郎
- 音楽：青山八郎
- 美術：中村修一郎
- 編集：祖田富美夫
- 録音：内田陽造
- スチル：藤井善男
- 照明：元持秀雄
- 助監督：三堀篤